# Annibale in Capua (Farinelli)
Annibale in Capua è un'opera in due atti di Giuseppe Farinelli, su libretto di Luigi Romanelli. La prima rappresentazione ebbe luogo al Teatro alla Scala di Milano nel carnevale del 1811.

## Trama
L'azione si finge in Capua, e ne' suoi contorni
La trama narra del conflitto a Capua fra i sostenitori di Annibale, appena giunto a sostare in città durante la seconda guerra punica, guidati dal patrizio Peronio, amante della giovane Emilia, e i suoi oppositori, capeggiati da Decio Magio, padre della stessa Emilia. Tramite il suo confidente Fulvio, Decio insinua presso Peronio che Emilia lo tradisca con Annibale, e con questo si organizza per assassinare il leader punico; ma nel buio a venire ucciso è Aderbale, un generale del cartaginese, e Peronio è tratto in arresto. Quando Fulvio tradisce Decio svelando la verità al console Claudio Marcello, giunto in incognito a Capua quale ambasciatore, la verità viene a galla, ma Annibale decide di perdonare Decio su insistenza di Emilia, facendo concludere la vicenda nel giubilo.

## Struttura musicale
- Sinfonia

### Atto I
- N. 1 - Introduzione Oh patria! Oh sacro a Venere (Coro, Decio, Fulvio)
- N. 2 - Cavatina di Emilia Qual mai saran le pene
- N. 3 - Duettino fra Peronio ed Emilia A te vicino
- N. 4 - Coro e Cavatina di Annibale Qui tutto, Annibale - Per voi respira il Tebro
- N. 5 - Terzetto fra Emilia, Peronio ed Annibale Alla sorte in abbandono
- N. 6 - Aria di Decio Quella, che l'alma accenda
- N. 7 - Aria di Peronio Se al mentitor tuo labbro
- N. 8 - Finale I Quest'acciar, che a Roma è sacro (Decio, Fulvio, Peronio, Aderbale, Coro, Annibale, Emilia, Camilla)

### Atto II
- N. 9 - Introduzione seconda A voi di Capua (Coro)
- N. 10 - Duetto fra Annibale ed Emilia Più dolce, o mio tesoro
- N. 11 - Cavatina di Fulvio Del sesso tuo Fenice
- N. 12 - Aria di Annibale Ecco il fatal guerriero - Dille, che in petto ancora (Annibale, Claudio, Coro)
- N. 13 - Duetto fra Peronio ed Emilia Ch'io viva in preda
- N. 14 - Quartetto Ah! non so, se al gran cimento (Annibale, Peronio, Emilia, Decio)
- N. 15 - Cavatina di Claudio Sensi d'onor guerrieri
- N. 16 - Aria di Emilia Soffri, che all'ara io vada (Emilia, Coro)
- N. 17 - Finale II Oggi per noi dal Gange (Camilla, Peronio, Annibale, Emilia, Coro)